# 小行星6100
小行星6100（英語：6100 Kunitomoikkansai）是一颗围绕太阳公转的小行星。1991年11月9日，杉江淳在Dynic发现了此天体，以國友一貫齋（Kunitomo Ikkansai）命名。
这颗小行星的绝对星等为69.27129等。